# ISO 3166-2:PM
Die zur Kennzeichnung geografischer Einheiten dienende Liste der ISO 3166-2-Codes für  Saint-Pierre und Miquelon enthält ausschließlich den Code für  Saint-Pierre und Miquelon. Es existieren keine weiteren Unterteilungen.

Dieser Code besteht nur aus einem Teil. Dieser gibt den Code gemäß ISO 3166-1 (für  Saint-Pierre und Miquelon PM) wieder.
Die aktuellen Codes stehen auf der Seite der ISO unter #iso:code:3166:PM zur Verfügung.

Saint-Pierre und Miquelon ist auch unter dem Code FR-PM in der ISO 3166-2:FR für Frankreich aufgenommen.